# アリヒアナ・マリノタヒヌ
アリヒアナ・マリノタヒヌ(Arihiana Marino-Tauhinu、1992年3月29日 - ）は、ニュージーランドの女子ラグビー選手。

## プロフィール
- ニュージーランド・カワカワ出身[1]。
- ポジションはスクラムハーフ(SH)。
- 身長 161cm、体重 74kg
- 女子ニュージーランド代表キャップは9（2022年11月現在）。

## 略歴
2022年、ラグビーワールドカップ2021の女子ニュージーランド代表に選ばれて、ブラックファーンズ2大会連続優勝に貢献。